# シリコンアイランド
シリコンアイランドは九州の別名の一つ。九州地方は半導体産業が盛んであり1980年代中頃の最盛期には生産量が全世界の約10%にも達し、シリコンバレーにならって半導体原料のシリコンからこの名称が生まれた。以下、本項目では九州地方における半導体産業の特徴について説明する。

## 概要

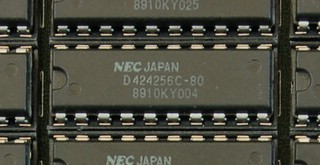
NEC 256K DRAM（1989年）。1980年代後半、熊本川尻工場（現・ルネサス川尻工場）を主力とするNECはDRAMの世界シェア1位となり、シリコンアイランド・九州に数十社の協力企業を従えたが、2001年にDRAMから撤退。協力企業の多くは撤退・倒産し、ルネサスも経営悪化の末、2013年に事実上国有化される

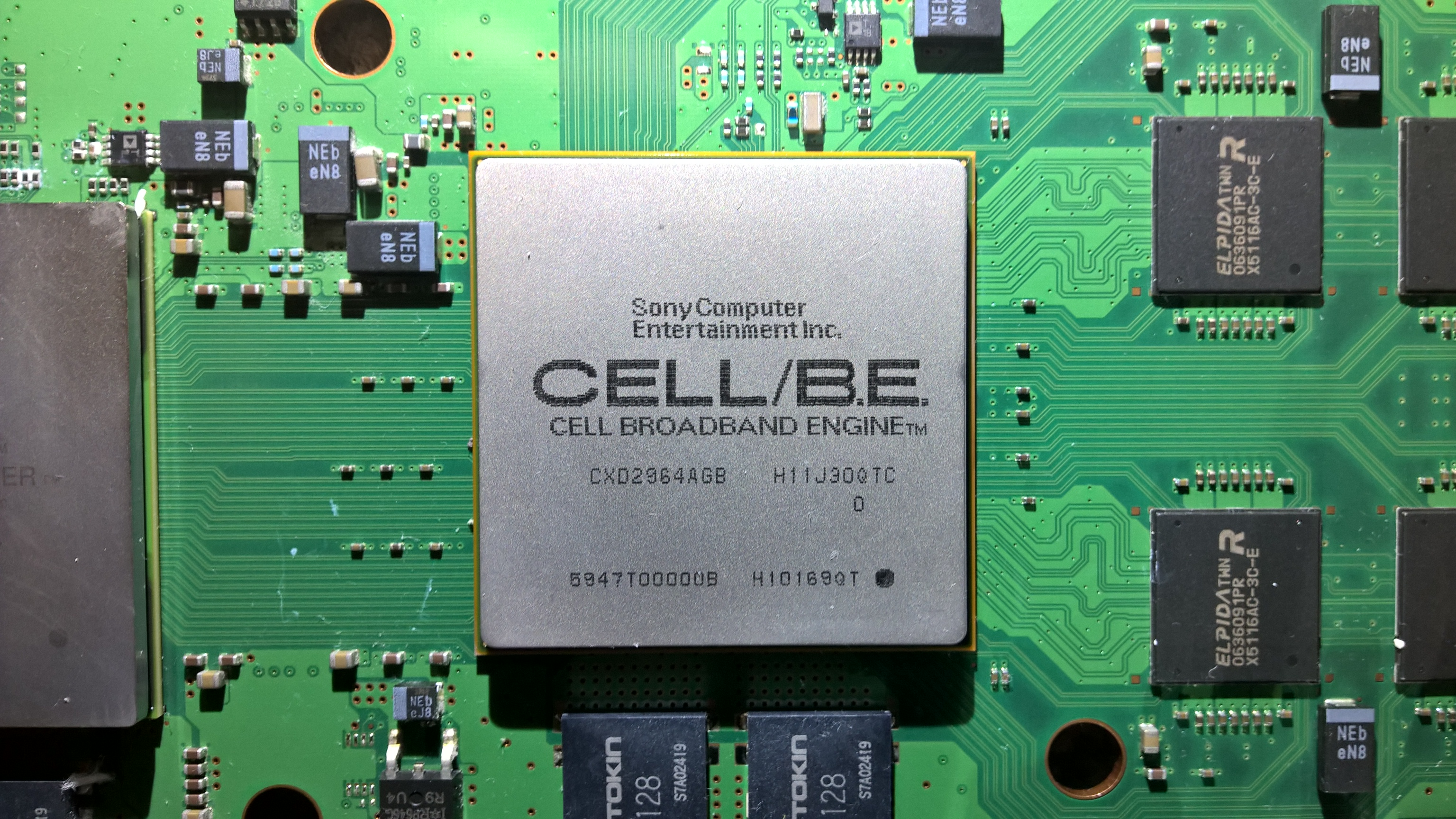
ソニーのゲーム機・PS3に搭載されたCELL/B.E.（2005年）。2000年代以降、半導体メーカーが九州から次々と撤退・倒産する中、ソニーだけは工場を増設したが、CELLプロセッサの応用はPS3以外に広がらず、経営は厳しかった

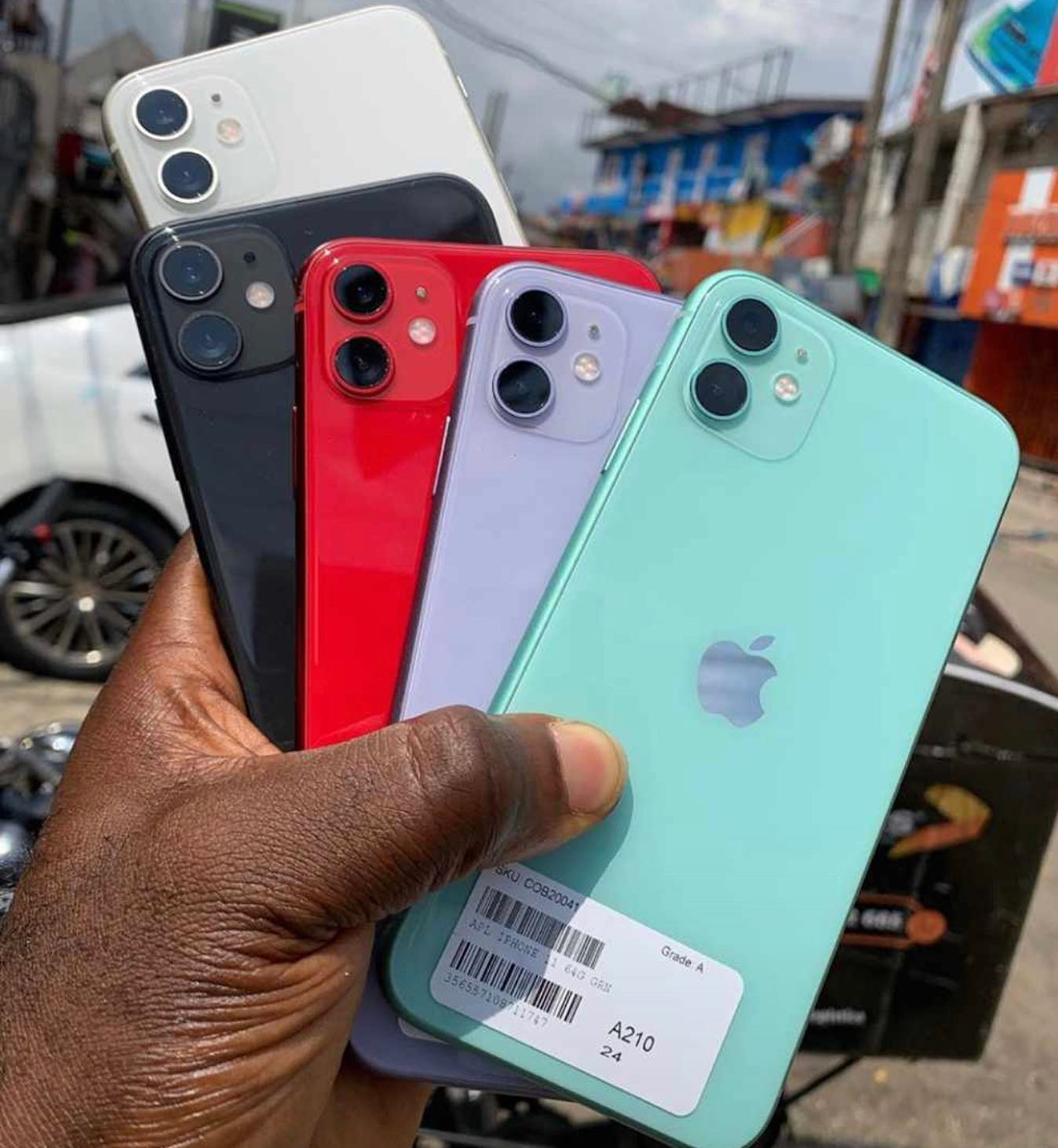
Sony IMX503 イメージセンサー（2019年）。ソニーは2010年代以降、長崎TECでCELLの代わりに製造したCMOSイメージセンサーが各社のスマホに採用されて成功し、2020年代以降に工場をさらに増設。そのためシリコンアイランド・九州の復調の兆しがある

九州は日本の10％程度の経済規模を占めることから「1割経済」と呼ばれるが、半導体の経済規模が特に大きい。
九州は、半導体製造に必要な良質な水が豊富、労働力や広い用地の確保が容易、各地に空港が整備されて製品の空輸が可能な事などの好条件が揃っており、1960年代末から大手メーカーによる半導体工場の設置が増加した。それに伴って、半導体装置メーカーや半導体材料メーカーも九州に多く進出した。この結果として、大手メーカーの支援を受けた地元企業が半導体関連分野へ新規参入すると同時に、地元企業の製造技術・製品開発における能力を高め、1980年代には九州地域に「半導体クラスター」を形成するに至った。そのため、1980年代に九州が「シリコンアイランド」と呼ばれるようになった。
日本製半導体の世界シェアが49%に達した最盛期である1990年とは違い、2021年現在の日本製半導体の世界シェアは6%である。
2000年代以降、パナソニックが半導体から撤退したり、東芝が主力を大分から四日市に移すなど、かつてシリコンアイランド九州を支えたソニー以外の大手メーカー各社が九州地方における半導体の生産を縮小し、代わりに自動車産業が隆盛したため、九州は「シリコンアイランド」ではなく「カーアイランド」と呼ばれていたが、ソニーだけは2005年から2006年にかけて国分TEC（鹿児島県国分市→2005年に合併して霧島市、現・鹿児島TEC）と熊本TEC（熊本県菊池郡菊陽町）に工場を増設するなど、九州地方に巨大な工場を次々と建てた。ソニーの半導体部門は2005年よりソニー長崎TEC（長崎県諫早市）で製造が開始された「Cell Broadband Engine」の失敗で大きな赤字を抱えた時期もあったが、スマホ向けイメージセンサーの製造で成功して2010年代に業績を急拡大し、そのため「シリコンアイランド九州」の復調の兆しがある。ソニーは2020年に長崎TECに新棟を増設するなどさらなる拡大を続けており、2021年現在、九州のICの金額ベースの国内シェアは43.7％と、過去最高となっている。つまり、2010年代以降の九州地方の半導体生産はソニーが支えている。ソニーは日本随一の半導体メーカーとなっており、日本の半導体設計人材の70％がソニーの仕事をしているという。
2020年現在、九州最大の半導体メーカーはソニーセミコンダクタマニュファクチャリング（熊本県菊陽町）で、売上高6123億円。2010年代後半にはスマートフォンのカメラなどに用いるイメージセンサーが好調で、年々と業績を伸ばしている。ちなみに、九州売上高ランキングでは九州電力とトヨタ自動車九州に次ぐ九州3位である。ファウンドリとして見た場合、2020年のMEMSファウンドリ売上高ランキングでサイレックス（スウェーデン）とテレダイン（アメリカ）に次ぐ世界3位である。ソニーの半導体部門全体（ソニーセミコンダクタソリューションズ）として見た場合、2020年半導体ランキングではキオクシアに次ぐ日本2位・世界16位であるが、四半期レベルではキオクシアを上回ることもあり、例えば2019年Q3の半導体売上高ランキングでは日本1位・世界9位である。スマホ向けイメージセンサーの製造は長崎TEC（諫早市）で、デジカメ向けイメージセンサーの製造は熊本TEC（菊陽町）で、MEMSの製造は鹿児島TEC（霧島市）で行われている。2021年には更なる業績拡大に向け、デンソー（車載電装品国内最大手）・台湾TSMC（半導体製造世界最大手）・日本政府と協同して、熊本TEC隣接地に8000億円程度の投資を行い、日本最先端である20nmプロセス級FABの建設を行う予定で、2025年の稼働を目指している。
純利益ランキングではソニーセミコンと同じ地区（セミコンテクノパーク）にある東京エレクトロン九州（熊本県合志市）が九州1位（2021年度は384億5600万円）で、2位のソニーセミコン（141億4800万円）を上回る。半導体製造装置と液晶パネル製造装置を製造している。世界各地に様々な半導体製造装置を輸出しているので、市況や経済摩擦などの影響を受けにくく、堅実な業績である。2010年代後半より5GやEVなどの普及を受けて業績が急拡大しており、九州の半導体製造装置の出荷額が急拡大している。
ルネサス セミコンダクタ マニュファクチュアリングも九州地方の半導体大手である。1990年代中頃に高画質ディスプレイのSFT液晶の製造で知られたNEC液晶テクノロジー鹿児島工場（旧・鹿児島日本電気、鹿児島県出水市、2009年閉鎖）や、かつては後工程で錦工場とともに主力だったルネサス福岡工場（旧・福岡日本電気、福岡県柳川市、2011年閉鎖）など閉鎖された工場もあるが、2021年現在、九州地方に川尻工場（熊本県熊本市）、大分工場（大分県中津市）、錦工場（熊本県球磨郡錦町）、の3つの工場が残っている。このうち、NEC川尻工場（旧・九州日本電気 熊本川尻工場）は1980年代には256K DRAMの量産工場として知られ、半導体で日本メーカーが初めて米国メーカーを抜いてトップとなった1985年から、Intelに抜かれる1991年までNECを半導体売上世界一に導くなど、東芝大分工場とともに1980年代から1990年代にかけてのDRAM王国・日本を支えた工場として知られるが、2001年にDRAMから撤退し、2021年現在は「車載半導体」と呼ばれる自動車向けの半導体などを主に製造している。
ジャパンセミコンダクター大分事業所（旧・東芝大分工場、大分県大分市）も九州地方の大手半導体製造工場である。旧・東芝大分工場は1984年に世界初の1M DRAMを製造し、1989年には東芝をNECに次ぐ半導体売上世界2位に導くなど、NEC川尻工場とともにDRAM王国・日本を支えた工場として知られるが、2021年現在は家電の省エネ化につながる「パワー半導体」などを主に製造している。

## 九州の産業構造
経済産業省「工業統計」によると、シリコンアイランド・九州における半導体の生産額は、自動車・食料品に次ぐ3位と言うのが平成時代における定位置となっている。例えば、半導体生産額日本一（2015年）の熊本県では、2011年の時点ではまだ電子機器が熊本県産業別収支で1位（2508億円）であったが、2015年時点においては出荷額ランキングでは輸送用機器が3775億円（構成比15.8％）と最も多くなり、次いで食料品13.4％、半導体などの電子部門は12.3％で3位となってしまった。
1990年代以降、車載半導体の増加とともに九州に自動車産業の進出が進み、2000年代以降には半導体産業の規模を遥かに上回っている。そのため、2000年代以降の九州は「シリコンアイランド」に代わって「カーアイランド」と呼ばれることが定着しつつある。
九州は1990年に農業産出額が２兆341億円のピークに達し、その後も平成時代にわたって2兆円近くをキープしているなど食料品の生産額が大きく、九州農政局では「食育アイランド九州」と言う呼称を提唱している。半導体生産額日本一であると同時にトマトやキクラゲなどの出荷額日本一でもある熊本県では、2009年の農地法改正後、半導体から野菜に転ずる例も多く、例えば液晶ディスプレイのカラーフィルターの管理をしていた旧・共栄精密熊本（現・共栄精密人吉きのこセンター）なども、2010年に半導体の製造からキクラゲの製造に転じた。
なお、半導体のクリーンルームで野菜の栽培を始める例は全国的に珍しくなく、大手では東芝横須賀事業所（東芝ライテック本社、2014年より「東芝クリーンルームファーム横須賀」としてレタスやホウレンソウを栽培）やパナソニック福島工場（2014年よりレタスを栽培）などの例がある。半導体からレタスの製造に転じた旧・富士通会津若松工場（2014年当時の社名は「会津若松Akisaiやさい工場」）によると、半導体用のクリーンルームは雑菌の繁殖が抑えられるので、野菜の製造がしやすいとのこと。

## 歴史

### 勃興期（1960 - 1970年代）
1950年代末に集積回路（IC）が発明されると世界各国で生産が始まり、「水」「電気」「空港」「労働力」に恵まれる九州地方にも大手メーカーが進出し始めた。九州では1967年に三菱電機が熊本県西合志町（現・合志市）で半導体工場（三菱電機熊本工場）の操業を開始したのが最初である。
1970年には東芝が北九州市と大分市、九州日本電気が熊本市で半導体の生産を始めるなど、九州各地に大手メーカーの半導体工場が設立されていった。国内大手メーカーだけでなく、外資の日本テキサス・インスツルメンツも1973年に大分県日出町に工場を建設している。同時に、東京エレクトロンやアルバックなどの半導体製造装置メーカー、SUMCOなどの半導体材料メーカーも九州に進出して工場を構えた。
1970年代当時の九州では、農村地域から女性（手先が器用で細かい作業が得意なことから当時は男性よりも半導体製造に向いていると考えられた）という労働力の確保が容易な事が工場の立地選定においてプラスとなった。労働力の安定確保などのために大型工場は各県に分散して立地し、結果として小規模な企業城下町が各地に形成された。
1975年の九州のIC生産額は229億円となり、1979年には生産量の全国シェアが38.9 %にまで達した。
九州各地に進出した大手半導体メーカーは、進出当初より、自社工場では主にデバイス製造の前工程（ウェーハの酸化・拡散工程など）までを手掛けており、労働集約型となる後工程（組立工程など）は求人のネットワークを持つ九州の地元企業にアウトソーシングしていた。このため、部品や加工の精度を高める目的で地元企業への技術支援が行なわれ、結果として1970年代から1980年代にかけて、開発・設計を行なう技術者がこれらの地元企業において育成された。このような流れから、1980年代には金型メーカーの創業が九州各地で活発になった。また通産省が1980年に打ち出した「テクノポリス構想」に基づき、この時期にはテクノポリスが九州でも各地に作られ、自治体の意識改革や地元企業のさらなる技術高度化に一定の寄与をした。一方で、1980年代になると、蓄積した技術のない異分野の地元企業による半導体への新規参入は困難になっていった。

### 全盛期（1980 - 1990年代）
1981年には宮崎沖電気が宮崎県清武町で操業開始、1984年にはソニー長崎（現・ソニーセミコンダクタ）が長崎県諫早市で半導体の生産を始めるなど、その後も九州各県にIC工場が誕生した。日本の半導体産業が成長を続けたこの時期、九州のIC生産も数量・金額ともに1978年から1984年まで毎年30%以上の高い増加率を記録した。日米半導体摩擦の深刻化やシリコンサイクルの影響で1985年と1989年にマイナス成長となったものの、1989年のIC生産量は1979年の8.4倍にまで増え、国内シェアは38.5 %となっている。また、IC製造の一貫・前工程を行なう中核工場は九州内に10工場まで増加した。1987年年のICの生産量の全国シェアは43.0%に達し、この頃が生産量の全国シェアのピークである。
しかし、1985年のプラザ合意以降の円高によって、大手メーカーが半導体生産拠点の海外移管を進めたことや、1990年代以降にはコスト競争力よりも技術開発力が重要となり、地元企業の半導体産業への新規参入が難しくなったこともあり、半導体生産における分業関係は、「系列を重視した国内での垂直分業体制」から「系列を超えた国際垂直分業体制」へと移行していった。この結果、1990年代に入ると九州の半導体産業の成長が減速し、生産量の年平均増加率は4.5 %と全国平均の6.8 %を下回り、1999年の全国シェアは31.1 %まで低下した。この時期は特にMOS型メモリの生産が伸び悩び、かつて「メモリ王国」とも呼ばれた九州における「脱DRAM化」が進んだ一方、MOS型ロジックや線形回路が全国シェアを伸ばしている。安いDRAMではなく高付加価値製品を製造するようになった結果、九州の半導体の全国シェアは2003年には生産量が27%まで低下する一方、金額では34%まで進むなど、かつての課題であった付加価値の向上が実現した。
このような市況の変化や半導体メーカー各社の工場配置の棲み分けがほぼ完了した事を受け、1990年代に九州で一貫・前工程の工場を新設したのは延岡市の旭化成マイクロシステムズの1件のみにとどまっている。一方で1999年には東芝とSCEIが合弁会社・大分ティーエスセミコンダクタを設立して東芝の大分工場でPlayStation 2用のEmotion Engineを生産するなど、メーカー間の新たな動きも見られた。
1990年代以降、自動車産業の進出が進んで「カーアイランド」とも呼ばれるようになった九州では、車載半導体の増加とともに自動車産業との融合も進み、2003年にアイシン九州が半導体製造装置の専用工場を建設したほか、ルネサス川尻工場（熊本県）などでは自動車用の半導体（車載半導体）の製造も盛んにおこなわれるようになった。
2000年には九州地方の半導体集積回路の生産数量・生産額がピークに達し、ICの生産量は106億個、生産額は1兆392億円となった。雇用面では、九州における2000年の半導体製造装置、半導体素子、集積回路の従業員数はそれぞれ5,577人、7,609人、34,894人と大きな存在になっていた。「ITバブル崩壊」直後となる2002年当時、九州の半導体集積回路の生産額は1兆243億円であり、これは日本国内の約30 %、全世界の6 %に相当した。また関連する半導体製造装置の生産額も1,322億円、国内シェアは15 %以上で近畿地方と並ぶ存在であり、九州にとって半導体産業は自動車産業と並ぶ基幹産業となっていた。

### 衰退期（2000年代 - ）
2001年の「ITバブル崩壊」後、NECと日立がメモリ部門を統合してエルピーダメモリを設立したり、日立と三菱電機の半導体部門を統合してルネサステクノロジーを設立するなど、業界再編が行われた。2001年にはソニーの半導体部門が分離され、生産から販売までを手掛けるソニーセミコンダクタ九州（現・ソニーセミコンダクタ）の本社が福岡市（現在は熊本県菊池郡菊陽町に移転）に置かれ、ソニーの半導体部門の中核が九州に立地することになった。九州には生産拠点は多数有っても開発拠点は無く、九州の域外の企業に開発を依存していたことから「頭脳なきシリコンアイランド」あるいは「シリコンコロニー」とも揶揄されていたが、そこからの脱却が期待された。
シリコンアイランド九州を支えた国内大手半導体メーカーの事業環境が2000年以降に激変する中、ソニー・東芝・IBMの3社共同開発による次世代半導体Cell Broadband Engineが2005年よりソニー長崎諌早工場と東芝大分工場にて生産され、「シリコンアイランド九州」の今後に期待がかけられたものの、Cellの応用例はPS3くらいしかなく、ソニーが社運を賭けた「Cellコンピューティング構想」は頓挫し、九州の半導体の生産金額は下がり続けた。
1990年代以降に九州を含めた日本の半導体産業の世界シェアが下がり続けた理由の一つとして、東アジア諸国における半導体産業の成長が挙げられる。2003年当時はまだ、日本メーカーの技術力は中国・韓国メーカーよりも上だと考えられており、2000年代以降のグローバリゼーション時代を見込んで、日本の技術水準に近付きつつある韓国市場や、今後の成長が見込まれる中国市場などとの連携が課題として挙げられていた。2000年代に入ると、半導体部品の中国向け輸出が急増し、国内向けの半導体製造装置の製造拠点を台湾や中国に設ける企業が現れるなど、半導体産業の世界的再編に合わせ、九州の地理的特徴を活かした新たな動きも生まれていた。
2003年の山崎朗のレポートでは、その代表例として湖東製作所（熊本県城南町）が挙げられていた。九州の地元企業が日本の大手メーカーの下請けから、海外企業をパートナーとして海外生産・研究開発を自力で担えるような中堅企業に脱皮できればいいという期待が込められていたが、レポートで地元企業の代表として挙げられた原精機産業（DRAMの後工程などを担当していたNEC系の協力企業で、最盛期の1996年度には売上高451億円、従業員600人を数えた）は2008年に倒産、湖東製作所も2012年に倒産するなど、2000年代以降に経営が悪化したルネサス（旧・九州日本電気の熊本川尻工場、錦工場、大分工場などを継承するも、経営悪化のため2013年に国策投資会社の傘下となり事実上国有化）やパナソニック（旧・九州松下電器の宇佐工場や鹿児島工場などを継承するも、2010年代にすべて閉鎖）などと歩調を合わせ、地元の中小企業は倒産・撤退したメーカーも多く、あまりうまくいったとは言えない。
大手半導体メーカーが九州に進出し始めた1970年代当時より、各県間の企業誘致競争が盛んであったため、2000年代まで県ごとの敵対意識が残り、広域的な調整が難しかった。そのため2000年代以降の課題として、県境を超えた九州全体の半導体産業政策を総合的を調整できるような組織の形成が課題として挙げられた。これは2000年代以降、九州経済産業局が中心となって調整を行っている。
2012年には東芝北九州工場が閉鎖、2013年には日本テキサス・インスツルメンツ日出工場（日出町に企業城下町を形成していた）が閉鎖されるなど、2010年代にはシリコンアイランド初期からある大手メーカーの工場の閉鎖が続いた。しかし2015年の時点でも、九州地方におけるICの生産数量は81億個、生産金額は6310億円と、日本全国比における九州の半導体産業の規模は依然として大きかった（そもそも日本全体のIC生産金額が下がっているのもある）。生産数量の全国シェアが4割を超えた1990年代前半までと比べて、生産数量の全国シェアは2割近くまで下がっている物の、ソニー長崎TECで生産しているスマートフォン用イメージセンサや、ルネサス錦工場・川尻工場で生産している家電用パワー半導体や車載マイコンなどの高付加価値製品の受注が増加しているため、生産金額の全国シェアはそれほど下がっておらず、3割近くをキープしていた。
2021年のTSMC熊本工場建設に際して、改めてシリコンアイランドの「復活」が提唱された。

## シリコンロード
1980年代の九州地方と同様、東北地方でも1982年の東北新幹線開通、および1987年の東北自動車道全線開通に伴い、東北自動車道沿いに半導体産業が進出し、1989年頃には「シリコンロード」とも呼ばれるようになっていた。
「シリコンロード」の主要工場は、2000年代以降に次々と閉鎖・撤退し、旧・ソニーマグネプロダクツ（MIRAI株式会社多賀城工場）や旧・富士通セミコンダクター会津若松工場（会津若松Akisaiやさい工場）など、遊休施設となったクリーンルームを利用してレタスなどの野菜を育てているところも多い。ただし、旧・岩手東芝エレクトロニクスの工場を継承したキオクシア北上工場は2022年時点でも半導体製造の世界的拠点となっており、フラッシュメモリを製造している。
「シリコンロード」という言葉は完全に忘れ去られてしまっており、2022年、岩手県北上市では、キオクシア北上工場の新製造棟の着工に際し、シリコンバレーに因んで「北上川バレー」という呼称を提唱した。